# José Carreras
José Carreras (født Josep Carreras i Coll 5. december 1946 i Barcelona, Spanien) er en spansk operasanger (tenor).
Han begyndte allerede at optræde som 10-årig og fik sin scenedebut i opera i fødebyen Barcelona i 1970. Siden 1974 har han sunget i operahuse over hele verden. Carreras er en af de mest prominente operasangere i sin generation og er særligt kendt for sine roller i operaer af Verdi og Puccini. I løbet af sin lange karriere har han haft over 60 roller på scenen og i studiet. Han blev kendt af et bredere publikum som en af De tre Tenorer, der også bestod af Plácido Domingo og Luciano Pavarotti. De tre spillede en række store koncerter fra 1990 til 2003. Carreras er også kendt for sit humanitære arbejde som præsident for en international leukæmifond, som han grundlagde efter sin egen helbredelse fra sygdommen i 1988. 
Carreras' nuværende repertoire består næsten udelukkende af napolitanske sange, den lettere klassiske genre og easy listening.
Carreras har i stigende omfang optrådt med kunstnere uden for den klassisk-musiske verden, såsom Diana Ross, Sarah Brightman, Sissel Kyrkjebø og Klaus Meine.